# Picrasma mexicana
Picrasma mexicana är en bittervedsväxtart som beskrevs av T. S. Brandegee. Picrasma mexicana ingår i släktet Picrasma och familjen bittervedsväxter. Inga underarter finns listade i Catalogue of Life.